# بيت إدوتشي
الزعيم بيت إدوتشي، (مواليد 7 مارس 1947)   ممثل نيجيري . يعتبر إدوتشي أحد أكثر الممثلين الموهوبين في إفريقيا ، حيث تم تكريمه بجائزة استحقاق الصناعة من ماجيك أفريكا وإنجاز مسيرة العمر من الأكاديمية الأفريقية للأفلام  وبالرغم من كونه إداريًا ومذيعًا متمرسًا ،  برز في الثمانينيات عندما لعب الدور الرئيسي لأوكونكو في تأليف لرواية تشينوا أتشيبي الأكثر مبيعًا ، الأشياء تتداعى . ينحدر إدوتشي من شعب الإيغبو في نيجيريا وهو كاثوليكي .  في عام 2003 ، تم تكريمه كعضو في وسام النيجر من قبل الرئيس أولوسيغون أوباسانجو .  

## روابط خارجية
- [http://www.imdb.com/name/nm1314200/ بيت إدوتشي

] في قاعدة بيانات الأفلام على الإنترنت
- الموقع الرسمي بيت إدوتشي